# Luc Durand-Réville
Luc Durand-Réville, né le 12 avril 1904 au Caire, en Égypte, et mort le 26 août 1998 à Paris, est un haut fonctionnaire colonial français.

## Décorations
- Commandeur de la Légion d'honneur le 1er janvier 1990
- Officier de l'ordre des Palmes académiques (1966)[2]